# Huỳnh Kesley Alves
Huỳnh Kesley Alves (tên khai sinh là Kesley Alves; sinh ngày 23 tháng 12 năm 1981) là một huấn luyện viên và cầu thủ bóng đá người Brasil nhập quốc tịch Việt Nam.
Năm 2005, Kesly đến Việt Nam thi đấu cho Becamex Bình Dương và trở thành một trong những cầu thủ nước ngoài xuất sắc nhất lịch sử V.League 1.

## Sự nghiệp câu lạc bộ
Năm 2004, Kesley cùng câu lạc bộ Matsubara (Brasil) sang Việt Nam tham dự giải giao hữu Cúp BTV. Tại giải này, anh đã xuất sắc đoạt cả hai danh hiệu vua phá lưới và cầu thủ xuất sắc nhất. Anh nhanh chóng được lãnh đạo câu lạc bộ Becamex Bình Dương ký hợp đồng. Ngay mùa giải đầu tiên năm 2005, Kesley đoạt danh hiệu vua phá lưới V-League với 21 bàn thắng, đồng thời cũng là ngoại binh xuất sắc nhất giải.
Mùa giải 2006, Kesley rời Becamex Bình Dương để gia nhập Hoàng Anh Gia Lai. Sau một mùa giải không thành công, Kesley trở về đầu quân cho đội bóng cũ Bình Dương. Anh góp công không nhỏ vào thành tích của câu lạc bộ trong những năm tiếp theo (2 chức vô địch liên tiếp).
Kesley tuyên bố giải nghệ vào năm 2019 sau khi cùng Thành phố Hồ Chí Minh về nhì tại V-League 2019. Anh bắt đầu sự nghiệp huấn luyện viên tại đội trẻ của Bình Dương trước khi làm trợ lý đội một Becamex Bình Dương vào năm 2021. 
Giai đoạn 2 mùa giải 2022, Kesley bất ngờ được đăng ký vào danh sách cầu thủ thi đấu của câu lạc bộ ở tuổi 41 khi đội gặp khủng hoảng về nhân sự.
Năm 2023, Huỳnh Kesley Alves tiếp tục tái xuất sân cỏ ở tuổi 42, khi được đăng ký tham dự Giải hạng Ba quốc gia 2023 trong màu áo Định Hướng Phú Nhuận. Anh góp công lớn trong việc giúp câu lạc bộ vô địch giải đấu và thăng hạng, với 4 bàn sau 6 trận thi đấu.
Năm 2024, anh được đăng kí thi đấu ở lượt về giải Hạng Nhì Quốc Gia 224 trong màu áo câu lạc bộ LPBank Trẻ TPHCM.

## Sự nghiệp quốc tế
Năm 2009, Kesley nhập quốc tịch Việt Nam. Cùng năm đó, Kesley được huấn luyện viên Henrique Calisto triệu tập lên đội tuyển quốc gia Việt Nam. Anh có màn ra mắt trong trận giao hữu với Kuwait ngày 31/5/2009. Đây cũng là trận đấu duy nhất của anh cho đội tuyển quốc gia.

## Cuộc sống cá nhân
Cuối năm 2005, Kesley đã kết hôn với Huỳnh Thị Lệ Lộc, một người Việt Nam. Hiện tại, cặp đội đã có hai người con trai. Con cả của anh là Kelvin Huỳnh Alves (sinh năm 2009) từng tham gia cuộc thi Giọng hát Việt nhí.

## Thống kê sự nghiệp
Tính đến ngày 30 tháng 06 năm 2024
| Câu lạc bộ            | Mùa giải       | Giải vô địch                       | Giải vô địch | Giải vô địch | Cúp Quốc gia | Cúp Quốc gia | Châu Á | Châu Á | Khác | Khác | Tổng cộng | Tổng cộng |
| Câu lạc bộ            | Mùa giải       | Hạng                               | Trận         | Bàn          | Trận         | Bàn          | Trận   | Bàn    | Trận | Bàn  | Trận      | Bàn       |
| --------------------- | -------------- | ---------------------------------- | ------------ | ------------ | ------------ | ------------ | ------ | ------ | ---- | ---- | --------- | --------- |
| Becamex Bình Dương    | 2005           | V.League 1                         | 22           | 21           | 2            | 1            | —      | —      | —    | —    | 24        | 22        |
| Hoàng Anh Gia Lai     | 2006           | V.League 1                         | 16           | 6            | 1            | 0            | —      | —      | —    | —    | 17        | 6         |
| Becamex Bình Dương    | 2007           | V.League 1                         | 24           | 11           | 2            | 0            | —      | —      | —    | —    | 26        | 11        |
| Becamex Bình Dương    | 2008           | V.League 1                         | 12           | 3            | 4            | 2            | 3      | 0      | 1    | 2    | 20        | 7         |
| Becamex Bình Dương    | 2009           | V.League 1                         | 18           | 8            | 3            | 1            | 8      | 8      | 1    | 3    | 30        | 20        |
| Becamex Bình Dương    | 2010           | V.League 1                         | 22           | 14           | 2            | 2            | 7      | 7      | —    | —    | 31        | 23        |
| Becamex Bình Dương    | Tổng cộng      | Tổng cộng                          | 76           | 36           | 11           | 5            | 18     | 15     | 2    | 5    | 107       | 61        |
| Sài Gòn Xuân Thành    | 2011           | V.League 2                         | 20           | 15           | 3            | 3            | —      | —      | —    | —    | 23        | 18        |
| Sài Gòn Xuân Thành    | 2012           | V.League 1                         | 26           | 14           | 4            | 4            | —      | —      | —    | —    | 30        | 18        |
| Sài Gòn Xuân Thành    | Tổng cộng      | Tổng cộng                          | 46           | 31           | 7            | 7            | 0      | 0      | 0    | 0    | 53        | 36        |
| Becamex Bình Dương    | 2013           | V.League 1                         | 15           | 4            | 1            | 1            | —      | —      | —    | —    | 16        | 5         |
| Becamex Bình Dương    | 2014           | V.League 1                         | 19           | 8            | 5            | 3            | —      | —      | —    | —    | 24        | 11        |
| Becamex Bình Dương    | Tổng cộng      | Tổng cộng                          | 34           | 12           | 6            | 4            | 0      | 0      | 0    | 0    | 40        | 16        |
| Đồng Nai              | 2015           | V.League 1                         | 10           | 0            | 1            | 0            | —      | —      | —    | —    | 11        | 0         |
| Sanna Khánh Hòa BVN   | 2015           | V.League 1                         | 11           | 2            | —            | —            | —      | —      | —    | —    | 11        | 2         |
| Kasetsart             | 2016           | Regional League Division 2 Bangkok | 9            | 8            | —            | —            | —      | —      | 3    | 1    | 12        | 9         |
| Kasetsart             | 2017           | Thai League 2                      | 19           | 5            | 1            | 0            | —      | —      | 1    | 1    | 21        | 6         |
| Kasetsart             | Tổng cộng      | Tổng cộng                          | 28           | 13           | 1            | 0            | 0      | 0      | 4    | 2    | 33        | 15        |
| Krabi                 | 2018           | Thai League 2                      | 13           | 1            | —            | —            | —      | —      | 1    | 0    | 14        | 1         |
| Thành phố Hồ Chí Minh | 2018           | V.League 1                         | 14           | 5            | —            | —            | —      | —      | —    | —    | 14        | 5         |
| Thành phố Hồ Chí Minh | 2019           | V.League 1                         | 12           | 2            | 4            | 2            | —      | —      | —    | —    | 16        | 4         |
| Thành phố Hồ Chí Minh | Tổng cộng      | Tổng cộng                          | 26           | 7            | 4            | 2            | 0      | 0      | 0    | 0    | 30        | 9         |
| Becamex Bình Dương    | 2022           | V.League 1                         | 5            | 0            | —            | —            | —      | —      | —    | —    | 5         | 0         |
| Định Hướng Phú Nhuận  | 2023           | V. League 4                        | 6            | 4            | —            | —            | —      | —      | —    | —    | 6         | 4         |
| LPBank Trẻ TPHCM      | 2024           | V. League 3                        | 6            | 1            | —            | —            | —      | —      | 1    | 0    | 7         | 1         |
| Tổng sự nghiệp        | Tổng sự nghiệp | Tổng sự nghiệp                     | 286          | 134          | 30           | 19           | 18     | 15     | 8    | 7    | 342       | 175       |

## Danh hiệu

### Câu lạc bộ
Becamex Bình Dương
- V.League 1: 2007, 2008, 2014
- Siêu cúp quốc gia: 2007, 2008

Sài Gòn Xuân Thành
- V.League 2: 2011
- Cúp quốc gia: 2012

Thành phố Hồ Chí Minh
- Á quân V.League: 2019

#### Định Hướng Phú Nhuận
- V.League 4: 2023

### Cá nhân
- Vua phá lưới V.League 1: 2005
- Cầu thủ xuất sắc nhất V.League 1: 2005
- Cầu thủ nước ngoài xuất sắc nhất: 2005
- Vua phá lưới Cúp AFC: 2009
- Chiếc giày vàng Việt Nam: 2009[6]
- Quả bóng đồng Việt Nam: 2011